# Theresa Betz
Theresa Betz (* 15. Januar 1988 in Bad Mergentheim) ist eine deutsche Fußballspielerin.

## Karriere
Betz erlernte das Fußballspielen beim DJK Unterbalbach und kam über den SC Klinge Seckach im Sommer 2006 zum Bundesligaabsteiger VfL Sindelfingen. Für den damaligen Zweitligisten bestritt sie zwischen 2006 und 2010 insgesamt 73 Ligapartien und erzielte dabei 24 Tore. Den Aufstieg in die Bundesliga verpasste sie mit Sindelfingen 2008, 2009 und 2010 als Zweitplatzierter der 2. Bundesliga Süd jeweils nur knapp. 2008 gewann Betz mit der Auswahl Württembergs den U-20-Länderpokal. Zur Saison 2010/11 wechselte die Mittelfeldspielerin dann zum Ligakonkurrenten TSG 1899 Hoffenheim, mit der ihr 2013 als Meister der 2. Bundesliga Süd der Aufstieg in die Bundesliga gelang. Am 8. September 2013 gab sie beim 1:0-Erfolg gegen den VfL Sindelfingen ihr Bundesligadebüt. Ihren ersten Treffer in Deutschlands höchster Spielklasse erzielte sie am 3. Oktober 2013 im Auswärtsspiel gegen Bayer 04 Leverkusen, als sie in der 85. Minute zum 2:2-Endstand traf. Nach 109 Spielen und 18 Toren, für die die TSG 1899 Hoffenheim, verließ Betz den Verein mit unbekannten Ziel.

## Privat
Betz studierte an der Universität Heidelberg erfolgreich Humanmedizin.

## Erfolge
- Aufstieg in die Bundesliga 2013 mit der TSG 1899 Hoffenheim
- U-20-Länderpokalsiegerin 2008 mit Württemberg